# Polyscias pentamera
Polyscias pentamera är en araliaväxtart som först beskrevs av Baker, och fick sitt nu gällande namn av Hermann Harms. Polyscias pentamera ingår i släktet Polyscias och familjen Araliaceae. Inga underarter finns listade.